# Паро, Иссуф
Иссуф Паро (фр. Issouf Paro; род. 16 октября 1994, Бобо-Диуласо) — буркинийский футболист, центральный защитник клуба «Араз-Нахчыван» и национальной сборной Буркина-Фасо.

## Клубная карьера
В профессиональном футболе дебютировал в 2014 году за команду «Этуаль Филант», в которой провёл один сезон.
В состав клуба «Сантос» (Кейптаун) присоединился в 2015 году.
В 2017 году подписал контракт с французским клубом «Ньор».
21 июня 2022 года подписал контракт на год с клубом «Конкарно».
3 сентября 2024 года клуб Азербайджанской Премьер-Лиги Араз-Нахчыван подписал годичный контракт с Паро.

## Международная карьера
12 мая 2015 дебютировал в официальных матчах в составе национальной сборной Буркина-Фасо в товарищеской игре против Казахстана (0:0).
В составе сборной был участником Кубка африканских наций 2017 в Габоне, на котором буркинийцы заняли 3-е место.